# Hvozdíkotvaré
Hvozdíkotvaré (Caryophyllales) je řád vyšších dvouděložných rostlin.

## Pojetí řádu
Koncepce řádu hvozdíkotvaré se přechodem ze starších taxonomických systémů (Tachtadžjanův, Cronquistův) na systémy APG, APG II a nynější APG III podstatně změnila. Řád již není vymezen na základě morfologie, ale byl definován na výsledcích studie genů, DNA a kladistické analýzy. Jednotlivé taxony jsou řazeny v pořadí podle jejich větvení v evolučním stromu a nikoliv podle morfologické podobnosti.

## Vývoj
Vývojem taxonomie a snahou o třídění organismů do systému na základě fylogenetiky proběhly v řádu za posledních cca 25 let několikeré změny. Počet původních čeledí byl nejdříve zmenšován, pak se rozšířil na 34. Řád má v současnosti 692 rodů a 11 155 druhů. 
- Byly tvořeny nové čeledě vyjmutím některých rodů z jiných čeledí:

Anacampserotaceae, Barbeuiaceae, Drosophyllaceae, Gisekiaceae, Halophytaceae, Limeaceae, Lophiocarpaceae, Montiaceae, Sarcobataceae, Simmondsiaceae, Stegnospermataceae, Talinaceae.
- Byly přesunuty stávající čeledě z jiných řádů:

Ancistrocladaceae, Asteropeiaceae, Dioncophyllaceae, Droseraceae, Frankeniaceae, Nepenthaceae, Physenaceae, Plumbaginaceae, Polygonaceae, Rhabdodendraceae, Tamaricaceae.
- Do současných čeledí byl začleněny:

Do čeledi Amaranthaceae  čeleď Chenopodidae, do Aizoaceae čeledě Sesuviaceae a Tetragoniaceae, do Portulacaceae čeledi Agdestidaceae, Hectorellaceae a Petiveriaceae. 
Největší čeledě jsou Amaranthaceae se 174 rody a 2050 druhy, Aizoaceae se 123 rody a 2020 druhy, Cactaceae se 100 rody a 1500 druhy a Caryophyllaceae s 86 rody a 2200 druhy. 

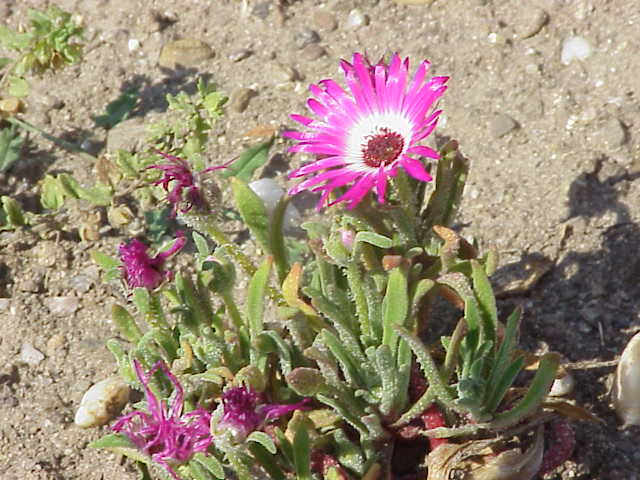
(Aizoaceae) kosmatec sedmikráskovitý (Dorotheantus bellidiformis)

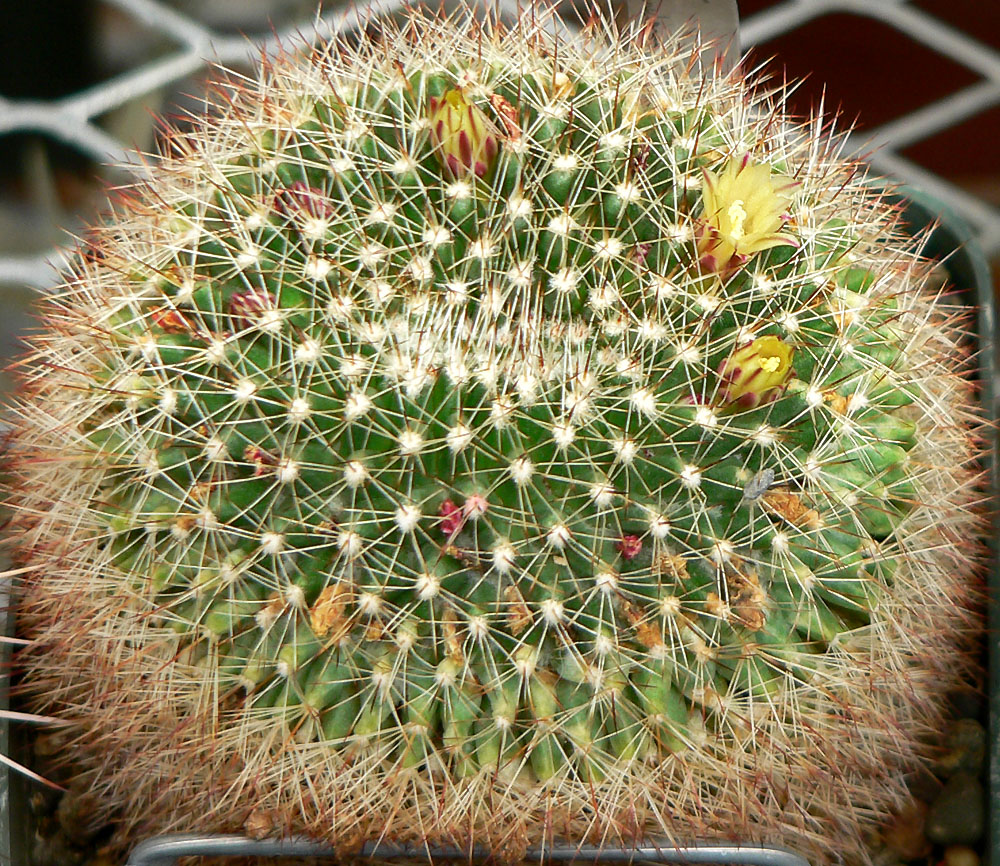
(Cactaceae) mammillarie skalní (Mammillaria petrophila)

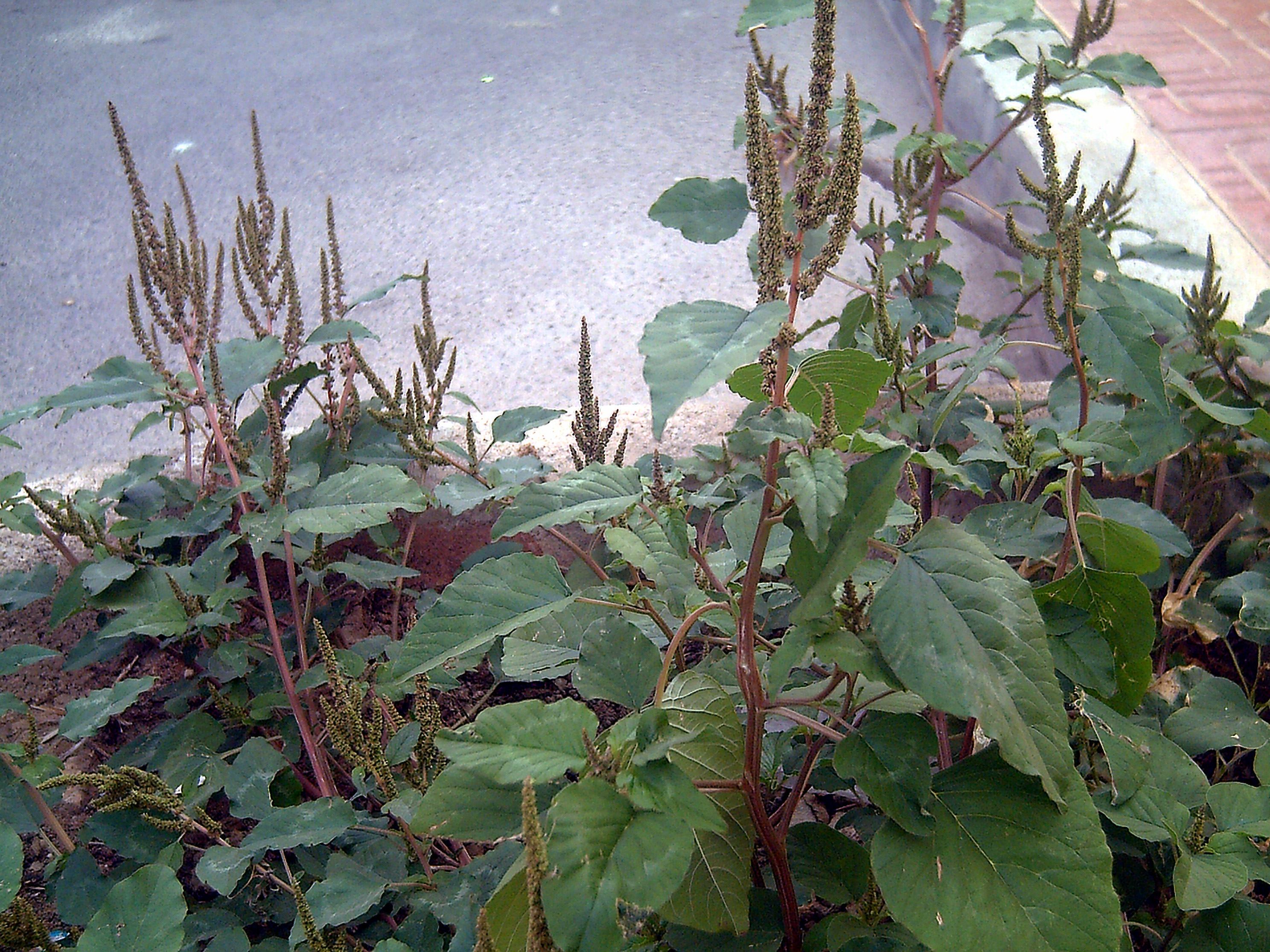
(Amaranthaceae) amarant zelený (Amaranthus viridis)

Čeledě řádu jsou rozděleny do dvou podřádů: 
- Podřád Caryophyllineae:

Achatocarpaceae, Aizoaceae, Amaranthaceae, Anacampserotaceae, Barbeuiaceae, Basellaceae, Cactaceae, Caryophyllaceae, Didiereaceae,
Gisekiaceae, Halophytaceae, Limeaceae, Lophiocarpaceae, Molluginaceae, Montiaceae, Nyctaginaceae, Phytolaccaceae, Portulacaceae, Sarcobataceae, Stegnospermataceae, Talinaceae
- Podřád Polygonineae:

Ancistrocladaceae, Asteropeiaceae, Dioncophyllaceae, Droseraceae, Drosophyllaceae, Frankeniaceae, Nepenthaceae, Physenaceae, Plumbaginaceae, Polygonaceae, Rhabdodendraceae, Simmondsiaceae, Tamaricaceae.
- Někdy je do samostatného podřádu Rhabdodendrineae vyčleňována čeleď Rhabdodendraceae [5]

## Popis
Rostliny řádu hvozdíkotvaré bývají převážně byliny, keře nebo dužnaté. Často jsou to rostliny s vysokým osmotickým tlakem a sukulentní stavbou svého organismu. Listy mívají vstřícné i střídavé, občas s palisty. Květy jsou rozmanitě stavěné, oboupohlavní nebo jednopohlavní. Obvykle jsou pravidelné, většinou pětičetné, s rozlišeným květním obalem nebo zřídka obal nemají. Tyčinky jsou v jednom až dvou kruzích. Pestík bývá někdy apokarpický, jindy cenokarpický. Semena mají většinou nedostatek endospermu. Stonek bývá složen z koncentrických kruhů xylému a floému anebo z koncentrických cévních svazků. Plastidy sítkovic mají často místo škrobu proteiny. 

## Rozšíření
Některé rostliny potřebují k zdárnému růstu vlhké prostředí a na výživu bohatou půdu, jiné jsou přizpůsobeny aridním podmínkám na okraji pouště nebo obsazují jiná okrajová prostředí jako slaniska a kamenitá pobřeží. Do řádu jsou zahrnuty masožravé rostliny i popínavé liány. Jsou rozšířené od pouští, přes tropy, mírné pásmo až po antarktické prostřední v Patagonii. Je to kosmopolitní řád, zabydlel pět světadílů. 

## Využití
V naší zeměpisné oblasti nehrají doposud rostliny řádu hvozdíkotvarých, až na několik rodů, životně důležitou roli. Výjimkou je např. rod řepa (Beta). Mezi ostatní běžně konzumované rostliny patří jen špenát (Spinacia). Některé rody, jako hvozdík (Dianthus), silenka (Silene), šater (Gypsophila) se pěstují pro svou krásu květů ku potěše oka. Ostatní rody v Česku rostou buď jako plevelné rostliny nebo jen k občasnému zpestření jídelníčku. Provádějí se pokusy s některými rostlinami rodů laskavec a merlík k využívání jejich biomasy pro spalování.
V mnoha zemích, v Mexiku, Guatemale, Peru, Indii a Nepálu se rostliny rodů laskavec a merlík ve velkém pěstují jako polní plodina. Lze je snadno pěstovat a sklízet, produkují hodně semen, nevadí jim sucha. Mouka z jejich semen má o 30 % více bílkovin než z obilovin, konzumují se také mladé rostliny formou různých salátů a místních jídel.

## Přehled čeledí
- bazelovité (Basellaceae)
- didiereovité (Didiereaceae)
- frankeniovité (Frankeniaceae)
- hvozdíkovité (Caryophyllaceae)
- jojobovité (Simmondsiaceae)
- kaktusovité (Cactaceae)
- kosmatcovité (Aizoaceae)
- láčkovkovité (Nepenthaceae)
- laskavcovité (Amaranthaceae)
- líčidlovité (Phytolaccaceae)
- nocenkovité (Nyctaginaceae)
- olověncovité (Plumbaginaceae)
- rdesnovité (Polygonaceae)
- rosnatkovité (Droseraceae)
- rosnolistovité (Drosophyllaceae)
- šruchovité (Portulacaceae)
- talinovité (Talinaceae)
- tamaryškovité (Tamaricaceae)
- trsnatcovité (Anacampserotaceae)
- zdrojovkovité (Montiaceae)
- Achatocarpaceae
- Ancistrocladaceae
- Asteropeiaceae
- Barbeuiaceae
- Dioncophyllaceae
- Gisekiaceae
- Halophytaceae
- Kewaceae
- Limeaceae
- Lophiocarpaceae
- Macarthuriaceae
- Microteaceae
- Molluginaceae
- Petiveriaceae
- Physenaceae
- Rhabdodendraceae
- Sarcobataceae
- Stegnospermataceae[9]